# 皮内
皮内（法語：Pinet，法語發音：[pinɛ]）是法国埃罗省的一个市镇，位于该省南部，属于贝济耶区。

## 地理
皮内（43°24'17"N, 3°30'34"E）面积8.83 平方千米，位于法国奧克西塔尼大區埃罗省，该省份为法国南部沿海省份，南濒地中海，西南接奥德省，西北接塔恩省和阿韦龙省，东北与加尔省接壤。
与皮内接壤的市镇（或旧市镇、城区）包括：卡斯泰尔诺德盖尔、弗洛朗萨克、波梅罗勒。

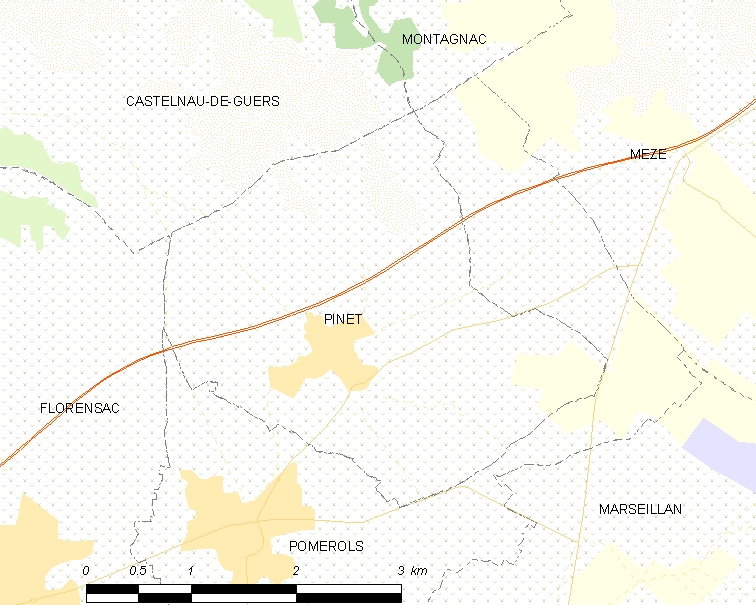
皮内的OSM定位图

皮内的时区为UTC+01:00、UTC+02:00（夏令时）。

## 行政
皮内的邮政编码为34850，INSEE市镇编码为34203。

## 政治
皮内所属的省级选区为佩兹纳斯县。

## 人口

1962-2008年间皮内人口变化图示

皮内于2022年1月1日时的人口数量为2012人。